# Штафл, Отакар
Отакар Штафл (чеш. Otakar Štáfl; 30 декабря 1884, Гавличкув-Брод, Австро-Венгрия — 14 февраля 1945, Прага, Чехословакия) — чешский художник и иллюстратор, альпинист.

## Биография
Родился в семье мастера по резьбе 30 декабря 1884 года. Любовь к рисованию проявилась ещё в детстве.
С 1897 по 1903 год обучался в гимназии родного города, однако образование в ней не закончил, и отправился в Прагу, чтобы изучать живопись. Был принят в художественную школу Фердинанда Энгельмюллера. Первый художественный гонорар получил за акварельные работы, выставленные в пражском Рудольфинуме. С 1907 года занялся книжным иллюстрированием (первая работа — книга Мушки «О старом Хрудиме»). Рисунки Штафла, посвящённые архитектурным достопримечательностям Праги, публиковались в журналах «Чешский мир», «Злата Прага» («Zlatá Praha») и некоторых других.
В 1910 году художник вступил в брак с Вацлавой Брыхтовой (Václava Brychtová). В начале 1910-х годов занимался графическими работами — иллюстрированием книг и созданием плакатов, на венской выставке «Экслибрис» в 1913 году его работы в этом жанре были весьма высоко оценены. Художник добился большого успеха также в иллюстрировании литературы о природе и книг для детей и юношества.
С 1 апреля 1929 года супруги Штафлы были арендаторами коттеджа у Попрадского Плеса в Татрах. Приступили к появление Символьной cintorína у Popradského плеса под западной стеной Остры, где они также с 1947 года мемориальная доска.
Самый известный, как художник Татр, где он прожил значительную часть своей жизни. Их красоту захватили не только в бесчисленных акварелях, но и в монументальных маслах. В 1928 году печатный цикл 120 акварель из Высоких Татр вышел. Два изображения с мотивами Высоких Татр даже были выпущены на почтовых марках.
В годы Первой мировой войны организовал гуманитарные акции и сбор средств в пользу сирот и солдатских вдов. После войны был инициатором создания памятника Карелу Гавличеку и его музея. В 1917 году художник развёлся с первой женой и в 1927 году женился на Власте Кошковой, известной в то время писательнице, создательнице сказок и девичьих романов, альпинистке.
Погиб вместе с женой Властой 14 февраля 1945 года в своей мастерской в пражском районе Винограды во время бомбардировки города американской авиацией (бомба попала в дом художника). При этом были утрачены и многие работы Штафла.

## Творчество

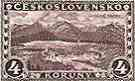
Марка Чехословакии с видом Высоких Татр, автор эскиза — О. Штафл, 1927

Наиболее весомую часть творческого наследия Штафла составляют его татранские пейзажи. В Татрах художник прожил значительную часть своей жизни. Пейзажи этого горного края написаны как акварелью, так и маслом. В 1928 году окончил цикл из 120 акварелей, посвящённых Высоким Татрам, две из них впоследствии были изображены на четырёх чехословацких почтовых марках:
- 1927 — две марки (Mi #255, 256; Sc #121, 122);
- 1928 — две марки (Mi #265, 266; Sc #139, 140).

Кроме видов Татр, писал пейзажи и своего родного края — Высочины.

## Память
- В 1947 году в Высоких Татрах торжественно открыта мемориальная доска в память о Штафле и его жене Власте. Доска была установлена на символическом кладбище для погибших и пропавших в татранских горах альпинистов, инициатором которого Оскар Штафл был в довоенные годы[8].
- В 1957 году в Гавличкув-Броде Штафлу был установлен памятник.